# El Carmen del Iténez
El Carmen del Iténez, también llamado simplemente El Carmen, es una localidad de Bolivia, ubicada en las tierras bajas del país. Administrativamente se encuentra en el municipio de Huacaraje de la provincia de Iténez en el departamento de Beni.
El Carmen está a una altitud de 160 m s. n. m. en la margen occidental del río Blanco, que con una longitud de más de 1000 kilómetros, es uno de los diez ríos más largos de Bolivia y desemboca en el río Iténez a 50 kilómetros al noroeste de San Borja. Es debido al río Blanco que antes la localidad llevaba el nombre de El Carmen del Río Blanco.
En la localidad de El Carmen hay un movimiento que impulsa la conversión del territorio del excantón de El Carmen en un municipio propio.

## Historia
La región donde se encuentra El Carmen fue colonizada, conquistada y evangelizada por sacerdotes jesuitas que se dedicaron a profundizar y perfeccionar las habilidades y destrezas de los indígenas que habitaban la zona. Estas misiones fueron conocidas como las Misiones jesuíticas de Moxos.
El 16 de julio de 1794, El Carmen del Iténez celebró su fundación, fecha que también es celebrada la fiesta de la Santísima Virgen del Carmen. Algunas fuentes afirmaron que el expresidente de Bolivia, Germán Busch Becerra, nació en El Carmen del Iténez.
Sin embargo, de acuerdo al libro "Almanaque Oriental" de Saúl Suárez Medina, afirma que la fecha de fundación fue el 6 de septiembre de 1794 y apunta: "En este mes se fundó el pueblo de El Carmen de Guarayos (Prov. Iténez - Beni) con indios baures y guarayos, con objeto de preservar a Mojos de cualquier penetración portuguesa desde el Oriente, y para tener una puerta de entrada hacia Chiquitos; en esta obra colaboró decididamente el cacique baure Gabriel Ojearí; en 1815 el pueblo tenía 800 habitantes" (sic).
En aquellos tiempos, el territorio de Mojos era una provincia de la Gobernación de Santa Cruz de la Sierra.

## Geografía
El clima en la zona de Huacaraje se caracteriza por una curva térmica equilibrada típica del trópico con mínimas fluctuaciones y una temperatura media anual de casi 27 °C. La precipitación anual es de más de 1400 mm, con una clara estación húmeda de noviembre a marzo y una estación seca de junio a agosto.

## Transporte
El Carmen se ubica a 170 kilómetros por carretera al noreste de Trinidad, la capital departamental.
Trinidad es el punto de cruce de las carreteras nacionales Ruta 3 y Ruta 9. La Ruta 9 atraviesa de norte a sur todo el llano boliviano y conduce desde Trinidad vía Casarabe hasta la ciudad de Santa Cruz de la Sierra, 477 kilómetros al sur. En Casarabe, un camino de tierra se bifurca hacia el noreste hasta Huacaraje, a doscientos kilómetros, y 120 kilómetros hasta El Carmen.

## Demografía
La población del pueblo ha cambiado solo ligeramente en la década entre los dos últimos censos:
| Año  | Habitantes | Fuente |
| ---- | ---------- | ------ |
| 1992 | -          | Censo  |
| 2001 | 1063       | Censo  |
| 2012 | 1059       | Censo  |